# برابری‌طلبی به عنوان یک شورش علیه طبیعت و مقاله‌های دیگر
برابری‌طلبی به عنوان یک شورش علیه طبیعت و مقاله‌های دیگر (به انگلیسی: Egalitarianism as a Revolt Against Nature and Other Essays) کتاب نوشته موری روتبارد است که در سال ۱۹۷۴ منتشر شد.
روتبارد استدلال می‌کند که نظریه برابری‌طلبی همیشه منجر به سیاست کنترل دولت‌گرایان می‌شود زیرا نوعی شورش علیه ساختار هستی‌شناختی واقعیت است. به گفته روتبارد روشنفکران دولت‌گرا تلاش می‌کنند تا آنچه را که وجود دارد را با تصویری رمانتیک از یک وضعیت بدوی ایده‌آل شده از طبیعت جایگزین کنند، آرمانی که به گفته روتبارد نمی‌توان و نباید به آن دست یافت. پیامدهای این نکته در موضوعاتی مانند اقتصاد بازار، حقوق کودک، محیط زیست، فمینیسم، سیاست خارجی، تقسیم مجدد و موارد دیگر بررسی می‌شود.